# Pseudohyaleucerea trabea
Pseudohyaleucerea trabea är en fjärilsart som beskrevs av Druce 1899. Pseudohyaleucerea trabea ingår i släktet Pseudohyaleucerea och familjen björnspinnare. Inga underarter finns listade.